# Story (MONKEY MAJIKの曲)
「Story」は、日本のポップ・ロックバンド、MONKEY MAJIKの19thシングル。

## 概要
表題曲は「始まり/物語」をテーマとしており、LIXIL住宅研究所「アイフルホーム」のCM積み木篇のCMソングに起用された。
カップリングの「little things」は、MONKEY MAJIKの曲の中で初めてウクレレを使用した楽曲で、ライブサポートのJerryもレコーディングに参加した。
ジャケットは前作「If」と連動型で、バックインレイは二作並べると男女の手が繋がるデザインになっている。

## 収録曲
（全作詞・作曲：Maynard・Blaise）
1. Story
  - 作詞：tax
  - LIXIL住宅研究所アイフルホームTVCM「積み木」篇CMソング
  - auPERFECT SYNC.キャンペーンデジタルタイアップソング
2. little things